# Ringer-Europameisterschaften 2021
Die Ringer-Europameisterschaften 2021 fanden vom 19. bis zum 25. April in der polnischen Stadt Warschau statt. Warschau war zum ersten Mal Austragungsort.
Der Veranstaltungsort der Wettkämpfe der Männer und Frauen im Freistilringen und im griechisch-römischen Ringen war die Torwar-Halle.

## Freistil, Männer
Die Kämpfe im Freistilringen der Männer wurden zwischen dem 19. und dem 21. April 2021 ausgetragen.
| Klasse | Gold                  | Silber               | Bronze                  |
| ------ | --------------------- | -------------------- | ----------------------- |
| 57 kg  | Süleyman Atlı         | Natschyn Mongusch    | Kamil Kerymow           |
| 57 kg  | Süleyman Atlı         | Natschyn Mongusch    | Əfqan Xaşalov           |
| 61 kg  | Abasgadschi Magomedow | Andrij Dschelep      | Beka Lomtadse           |
| 61 kg  | Abasgadschi Magomedow | Andrij Dschelep      | Eduard Grigorjew        |
| 65 kg  | Sagir Schachijew      | Krzysztof Bienkowski | Əli Rəhimzadə           |
| 65 kg  | Sagir Schachijew      | Krzysztof Bienkowski | Maxim Saculțan          |
| 70 kg  | Israil Kassumow       | Turan Bayramov       | Ihor Nykyforuk          |
| 70 kg  | Israil Kassumow       | Turan Bayramov       | Arman Andreasjan        |
| 74 kg  | Taimuras Salkasanow   | Miroslaw Kirow       | Mitch Finesilver        |
| 74 kg  | Taimuras Salkasanow   | Miroslaw Kirow       | Frank Chamizo           |
| 79 kg  | Achsarbek Gulajew     | Saifedine Alekma     | Nika Kentschadse        |
| 79 kg  | Achsarbek Gulajew     | Saifedine Alekma     | Alans Amirovs           |
| 86 kg  | Artur Naifonow        | Sandro Aminaschwili  | Ali Schabanau           |
| 86 kg  | Artur Naifonow        | Sandro Aminaschwili  | Myles Amine             |
| 92 kg  | Magomed Kurbanow      | Samuel Scherrer      | Hadschy Radschabau      |
| 92 kg  | Magomed Kurbanow      | Samuel Scherrer      | Osman Nurmagomedow      |
| 97 kg  | Alichan Schabrailow   | Süleyman Karadeniz   | Radosław Baran          |
| 97 kg  | Alichan Schabrailow   | Süleyman Karadeniz   | Elisbar Odikadse        |
| 125 kg | Taha Akgül            | Sergei Kosyrew       | Oleksandr Chozjaniwskyj |
| 125 kg | Taha Akgül            | Sergei Kosyrew       | Geno Petriaschwili      |

## Griechisch-römisch, Männer
Die Kämpfe im griechisch-römischen Ringen der Männer wurden zwischen dem 23. und dem 25. April 2021 ausgetragen.
| Klasse | Gold                | Silber            | Bronze                |
| ------ | ------------------- | ----------------- | --------------------- |
| 55 kg  | Emin Seferschajew   | Ekrem Öztürk      | Rudik Mkrttschjan     |
| 55 kg  | Emin Seferschajew   | Ekrem Öztürk      | Eldaniz Azizli        |
| 60 kg  | Sergei Jemelin      | Kerem Kazım Kamal | Wiktor Petryk         |
| 60 kg  | Sergei Jemelin      | Kerem Kazım Kamal | Răzvan Arnăut         |
| 63 kg  | Schambolat Lokjajew | Taleh Məmmədov    | Aleksandrs Jurkans    |
| 63 kg  | Schambolat Lokjajew | Taleh Məmmədov    | Leri Abuladse         |
| 67 kg  | Mate Nemeš          | Mateusz Bernatek  | Slawik Galstjan       |
| 67 kg  | Mate Nemeš          | Mateusz Bernatek  | Murat Fırat           |
| 72 kg  | Schmagi Bolkwadse   | Malchas Amojan    | Robert Fritsch        |
| 72 kg  | Schmagi Bolkwadse   | Malchas Amojan    | Maksym Jewtuschenko   |
| 77 kg  | Tamás Lőrincz       | Yunus Emre Başar  | Sənan Süleymanov      |
| 77 kg  | Tamás Lőrincz       | Yunus Emre Başar  | Antonio Kamenjašević  |
| 82 kg  | Adlan Akijew        | Radik Kulijew     | Hannes Wagner         |
| 82 kg  | Adlan Akijew        | Radik Kulijew     | Aiwengo Rikadse       |
| 87 kg  | Surab Datunaschwili | Kiryl Maskewitsch | Schan Belenjuk        |
| 87 kg  | Surab Datunaschwili | Kiryl Maskewitsch | Milad Alirsajew       |
| 97 kg  | Mussa Jewlojew      | Balázs Kiss       | Mikalaj Stadub        |
| 97 kg  | Mussa Jewlojew      | Balázs Kiss       | Nikoloz Kakhelashvili |
| 130 kg | Rıza Kayaalp        | Iakob Kadschaia   | Surabi Gedechauri     |
| 130 kg | Rıza Kayaalp        | Iakob Kadschaia   | Eduard Popp           |

## Freistil, Frauen
Die Freistil-Kämpfe der Frauen wurden zwischen dem 21. und dem 23. April 2021 ausgetragen.
| Klasse | Gold                | Silber               | Bronze                   |
| ------ | ------------------- | -------------------- | ------------------------ |
| 50 kg  | Mariya Stadnik      | Miglena Selischka    | Anna Lukasiak            |
| 50 kg  | Mariya Stadnik      | Miglena Selischka    | Jekaterina Poleschtschuk |
| 53 kg  | Olga Choroschawzewa | Maria Prevolaraki    | Annika Wendle            |
| 53 kg  | Olga Choroschawzewa | Maria Prevolaraki    | Julia Leorda             |
| 55 kg  | Stalwira Sorschusch | Roksana Zasina       | Andreea Ana              |
| 55 kg  | Stalwira Sorschusch | Roksana Zasina       | Chrystyna-Zorjana Demko  |
| 57 kg  | Iryna Kuratschkina  | Anhelina Lysak       | Alina Hruschyna          |
| 57 kg  | Iryna Kuratschkina  | Anhelina Lysak       | Ewelina Nikolowa         |
| 59 kg  | Biljana Dudowa      | Weronika Tschumikowa | Kateryna Schydatschewska |
| 59 kg  | Biljana Dudowa      | Weronika Tschumikowa | Anastasia Nichita        |
| 62 kg  | Iryna Koljadenko    | Marianna Sastin      | Katarzyna Madrowska      |
| 62 kg  | Iryna Koljadenko    | Marianna Sastin      | Weranika Iwanowa         |
| 65 kg  | Irina Rîngaci       | Tetjana Rischko      | Kriszta Incze            |
| 65 kg  | Irina Rîngaci       | Tetjana Rischko      | Alexandra Wołczyńska     |
| 68 kg  | Koumba Larroque     | Chanum Welijewa      | Adéla Hanzlíčková        |
| 68 kg  | Koumba Larroque     | Chanum Welijewa      | Alina Bereschna          |
| 72 kg  | Alla Belinska       | Juliana Janewa       | Jewgenija Sachartschenko |
| 72 kg  | Alla Belinska       | Juliana Janewa       | Dalma Caneva             |
| 76 kg  | Epp Mäe             | Natalja Worobjowa    | Cynthia Vescan           |
| 76 kg  | Epp Mäe             | Natalja Worobjowa    | Aline Rotter-Focken      |

## Medaillenspiegel
| Rang  | Land          | Gold | Silber | Bronze | Gesamt |
| ----- | ------------- | ---- | ------ | ------ | ------ |
| 1     | Russland      | 13   | 5      | 4      | 22     |
| 2     | Türkei        | 3    | 4      | 1      | 8      |
| 3     | Ukraine       | 2    | 2      | 9      | 13     |
| 4     | Serbien       | 2    | 0      | 0      | 2      |
| 5     | Slowakei      | 2    | 0      | 0      | 2      |
| 6     | Bulgarien     | 1    | 3      | 1      | 5      |
| 7     | Georgien      | 1    | 2      | 6      | 9      |
| 8     | Aserbaidschan | 1    | 2      | 5      | 8      |
| 9     | Belarus       | 1    | 2      | 4      | 7      |
| 10    | Ungarn        | 1    | 2      | 1      | 4      |
| 11    | Frankreich    | 1    | 1      | 1      | 3      |
| 12    | Moldau        | 1    | 0      | 3      | 4      |
| 13    | Estland       | 1    | 0      | 0      | 1      |
| 14    | Polen         | 0    | 4      | 5      | 9      |
| 15    | Armenien      | 0    | 1      | 3      | 4      |
| 16    | Griechenland  | 0    | 1      | 0      | 1      |
| 17    | Schweiz       | 0    | 1      | 0      | 1      |
| 18    | Deutschland   | 0    | 0      | 4      | 4      |
| 19    | Rumänien      | 0    | 0      | 4      | 4      |
| 20    | Italien       | 0    | 0      | 3      | 3      |
| 21    | Lettland      | 0    | 0      | 2      | 2      |
| 22    | Kroatien      | 0    | 0      | 1      | 1      |
| 23    | Tschechien    | 0    | 0      | 1      | 1      |
| 24    | Israel        | 0    | 0      | 1      | 1      |
| 25    | San Marino    | 0    | 0      | 1      | 1      |
| Total | Total         | 30   | 30     | 60     | 120    |